# École secondaire Franco-Jeunesse
 (mai 2017).
Si vous disposez d'ouvrages ou d'articles de référence ou si vous connaissez des sites web de qualité traitant du thème abordé ici, merci de compléter l'article en donnant les références utiles à sa vérifiabilité et en les liant à la section « Notes et références ».
L'École secondaire Franco-Jeunesse est un établissement secondaire public situé à Sarnia, dans le Sud-Ouest de l'Ontario.